# AlternateHistory.com
AlternateHistory.comは、英語圏を対象とした、歴史改変について議論する為の電子掲示板。2000年9月に、ニューヨークに住むカナダ人移民イアン・モンゴメリー(Ian Montgomerie)によってニュースグループから分離する形で開設された。
英語圏の歴史改変についての掲示板の中では最も規模が大きく、アクティブユーザーは10,000人おり、400,000ものスレッドが存在している。

## 概要
AlternateHistory.comではバタフライ効果と呼ばれる、過去にわずかな変化がなされるだけで歴史が異なる展開を見せたかもしれないという議論が展開されている。フォーラムは、管理、議論、雑談（オフトピック）のセクションに分かれ、ウィキも存在する。ユーザーは、他の歴史系掲示板のユーザーとともに、歴史改変の議論をする上で特有の語彙を発達させてきた。また、地図製作者によるコミュニティがあり、時系列やフィクション作品（『侍女の物語』の異世界など）の地図を提供していることで知られている。このサイトは、『New York Times』などの新聞社が、読者に改変歴史の概念を説明する上で使用されたこともある。カナダの政治家エイドリアン・ディックス（Adrian Dix）に批判的な情報を削除して物議を醸したウィキペディア編集者によるAlternateHistory.comへの投稿も、小さな政治問題になった。
2020年、Alternatehistory.comは、2000年の大統領選挙でアル・ゴアの勝利を宣言したワシントン・タイムズの見出しを加工した画像をサイトから用いられ、トランプ陣営のティム・マータフ（Tim Murtaugh）が、大統領選挙で誤った判断をしたメディアの例であるとしてリツイートし、注目された。マータフ氏はワシントン・タイムズから反発を受け、そのような見出しは掲載したことがないことをマータフ氏に伝えた。